# Boise City
Boise City é uma cidade localizada no estado norte-americano de Oklahoma, no Condado de Cimarron.

## Demografia
Segundo o censo norte-americano de 2000, a sua população era de 1483 habitantes. 
Em 2006, foi estimada uma população de 1308, um decréscimo de 175 (-11.8%).

## Geografia
De acordo com o United States Census Bureau tem uma área de 
3,3 km², dos quais 3,3 km² cobertos por terra e 0,0 km² cobertos por água.

## Localidades na vizinhança
O diagrama seguinte representa as localidades num raio de 60 km ao redor de Boise City. 